# 141 (număr)
141 (o sută patruzeci și unu) este numărul natural care urmează după 140 și precede pe 142.

## În matematică
- Este un număr semiprim,[2][3] fiind produsul dintre numerele prime 3 x 47. Este și un număr Blum deoarece acești factori primi sunt prime gaussiene.[4][5]

- Este un număr centrat pentagonal.[6]
- Este suma sumelor divizorilor primelor 13 numere întregi pozitive.[7]
- Este al doilea număr n de la care se poate obține un număr Cullen (de forma n2n + 1).[8]
- Este un număr ondulant în baza 10, numărul anterior fiind 131, iar următorul 151.
- Este al 6-lea număr endecagonal (11-gonal).[9]
- Este un număr Hilbert.[10]

## În știință
- Este numărul atomic al unquaduniumului, un element ipotetic.

### Astronomie
- NGC 141, o galaxie spirală din constelația Peștii.
- 141 Lumen, o planetă minoră (asteroid) din centura principală.
- 141P/Machholz, o cometă descoperită de Donald Machholz.

## Alte domenii
O sută patruzeci și unu se mai poate referi la:
- Sonetul 141 de William Shakespeare.
- Lockheed C-141 Starlifter, un avion de transport strategic greu utilizat de Statele Unite.
- K-141 Kursk, un submarin rusesc.